# Dalibor Grubačević
Dalibor Grubačević (Koprivnica, 9 gennaio 1975) è un compositore, musicista e produttore discografico croato, rinomato per il suo lavoro nel campo delle colonne sonore.

## Biografia
Dalibor Grubacevic nato a Koprivnica, Croazia, dove è cresciuto ed ha completato gli studi.
Sin da giovanissimo, ha dimostrato di avere un eccezionale talento per la musica e all'età di sei anni ha iniziato a suonare la chitarra e pianoforte.
Più avanti essendo diventato membro della Società Artistica Culturale locale "Koprivnica" ha anche imparato a suonare il "tamburica", strumento nazionale croato.
Negli anni novanta diventò sempre più attratto dal rock'n'roll ed ispirato dai Beatles, divenne membro della pop-rock band "The Bugs".
Continuò la sua formazione e viaggio musicale, scoprendo e studiando le forme della musica classica e le opere dei compositori, frequentando lezioni private con la Prof. Natalija Imbrišak. Nel 1993 intraprese gli studi di assistenza sociale presso la facoltà di legge in Zagabria.
Due anni più tardi interruppe gli studi per dedicarsi totalmente alla musica.
Sino ad oggi, ha collaborato con i più prominenti direttori Croati come: Branko Ištvančić (Il fantasma nella palude, Il Ponte alla fine del mondo), Miro Andrić (Il tesoro acquatico della Croazia), Miro Branković (Alla ricerca di Marco Polo), Nenad Puhovski (Insieme), Zoran Budak (Hebrang), Višnja Starešina (La voce silenziosa), e altri film per la quale ha composto la colonna sonora.
Durante la composizione delle colonne sonore, Grubacevic combinò con molto successo vari generi musicali ed orchestra classica con strumenti e suoni elettronici.
Oltre alle colonne sonore per rappresentazioni, film e documentari così come per spot pubblicitari, Grubačević come musicista ha ottenuto equalmente successo nei campi del pop, rock ed ethno music.
A parte la Croazia le sue composizioni ed arrangiamenti musicali sono stati eseguiti in Macedonia, Montenegro, Canada, USA, Giappone, Inghilterra, Italia, Israele e Georgia.
Ha collaborato sino ad oggi con molti compositori Croati e stranieri, musicisti e produttori musicali, ad esempio: 
Eric Ewazen, Alan Holley, Simply Brass Quintet, Miroslav Evačić, Zoran Džorlev, con cantanti come: 
Toše Proeski, Saša Lozar, Aleksandar Mitevski, Daniel Kajmakoski e Dario Pankovski.
Dalibor Grubačević è un membro dell'Associazione Croata di Compositori e dell'Società Croata degli artisti indipendenti.

## Opere (selezione)

### Composizioni
- Rondo per orchestra d'archi (2002)
- Jesenji valcer (Autunno valzer) per tamburica orchestra (2005)
- Ricordi del passato per quartetto d'archi (2010)
- Dvije rijeke (Due fiumi) per Brass Quintet (2010)
- Solid Pictures per corno e pianoforte (2014)
- Valse balkanique per Brass Quintet (2018)
- Concerto per tuba e orchestra (2021)
- Csardas suite per archi (2021)
- Dittico per quartetto di tuba (2023)
- Four Scapes per ensemble di legni (2024)

### Colonne Sonore
- 2005 - Izgubljeno Blago (Il tesoro perduto) documentario, direttore: Branko Ištvančić, HRT
- 2006 – Potpis zločina (Il segno del crimine), documentario, direttore: Miro Branković, HRT
- 2006 – Duh u močvari (Il fantasma nella palude), lungometraggio, direttore: Branko Ištvančić, HRT & Interfilm d.o.o.
- 2007 – Tesla, documentario, direttore: Miro Branković, HRT
- 2009 – Zajedno (Insieme), documentario, direttore: Nenad Puhovski, Factum d.o.o.
- 2010 – Zaustavljeni glas (La voce silenziosa), documentario, direttore: Višnja Starešina, HRT & Interfilm d.o.o.
- 2011 – Album, documentario, direttore: Branko Ištvančić, Factum d.o.o.
- 2012/2013 – Hrvatsko vodeno blago (Il tesoro acquatico della Croazia), documentario TV series, director: Miro Andrić, HRT & Car-Herc d.o.o.
- 2013 – Slavoljub Penkala – documentario, director: Milka Barišić, HRT
- 2013 – U potrazi za Markom Polom (Alla ricerca di Marco Polo), documentario TV miniserie, direttore: Miro Branković, HRT
- 2014 – Dragi Lastane! (Caro Lastan!), documentario, direttore: Irena Škorić, Artizana film d.o.o.
- 2014 – Most na kraju svijeta (Il Ponte alla fine del mondo), lungometraggio, direttore: Branko Ištvančić, Artizana film d.o.o. & HRT
- 2016 – Zbog tebe , lungometraggio, direttore: Anđelo Jurkas, DOP Produkcija d.o.o.
- 2017 –  Fuck off I love you, lungometraggio, direttore: Anđelo Jurkas, DOP Produkcija d.o.o.
- 2018 – Više od riječi (Più che parole), documentario TV miniseries, direttore: Miro Branković, HRT
- 2020 – Rivers of Croatia (Fiumi della Croazia), documentario, direttore: Goran Šafarek, Šafarek produkcija, 3BoxMedia
- 2021 – The Match (La grande partita), lungometraggio, direttori: Dominik & Jakov Sedlar, Ollendorf center, VISION Studios, Oluja film
- 2022 – The Conversation (La conversazione), lungometraggio, direttore: Dominik Sedlar, Croatia film, A Quiet Storm Productions
- 2023 – Hotel Pula, lungometraggio, direttore: Andrej Korovljev, HRT, Kinematograf d.o.o.
- 2024 – Cat's Cry, lungometraggio, direttore: Sanja Živković, Nova film, Artizana film d.o.o., YN Films
- 2025 – Vindicta, lungometraggio, direttore: Dominik Sedlar, Croatia film, Bullet Entertainment

## Discografia

### Albums
- 2006 – Duh u močvari (The Ghost in the Swamp – original motion picture soundtrack), Croatia Records, CD 5695899
- 2011 – artEdox – Film music, Aquarius Records, CD 377–11
- 2012 – U potrazi za Markom Polom (In search of Marco Polo) (music from TV miniseries), Aquarius Records, CD 467–12
- 2015 – Most na kraju svijeta (Il Ponte alla fine del mondo) (original motion picture soundtrack),  Aquarius Records, CD 9841093
- 2021 – Dalibor Grubačević performed by the Zagreb Soloists - Live at Tuškanac Summer Stage, Aquarius Records, LP 18-21[11]
- 2021 – The Match (Original Motion Picture Soundtrack),  Plaza Mayor Company Ltd., SERG300
- 2021 – The Conversation (Original Motion Picture Soundtrack), Plaza Mayor Company, SERG323[12]
- 2023 – Rivers of Croatia (Original Music from the Documentary Film),  Plaza Mayor Company Ltd., 197188057565[13]
- 2023 – The Cars We Drove into Capitalism (Original Motion Picture Soundtrack), Movie Score Media, RB03002[14]
- 2024 – Musical Gravities, Cantus records, 88924507039

### Produzioni
- 2007 – CD Fulmination / Miroslav Evačić & Čardaš Blues Band, Croatia Records, CD 5751410
- 2010 – CD Camminate / Simply Brass, Cantus Records, CD 98898492102
- 2019 – CD Serbus! / Zagrebački orkestar ZET-a, ZET CD001
- 2019 – CD Signali / Hrvoje Pintarić, Tamara Jurkić Sviben, 88924501542

## Premi
- 2010 – Premio per la miglior musica nel film "Insieme" di Nenad Puhovski al 19. "Giorni de cinematografia Croata"
- 2013 – Riconoscimento discografico "Porin" nella categoria per il miglior album originale per musica teatrale per film e/o TV per l'album ("Alla Ricerca di Marco Polo")[15]
- 2016 – Premio per la miglior musica nel film "È 'stato solo un bel sogno" ("It was just a good dream") di Branko Ištvančić al 7. "Festival del film cattoliche croate - Trsat"[16]
- 2022 – Silver Medal / Outstanding Achievement nella categoria Soundtrack e Album nel film The Match al concorso Global Music Awards - USA[17]
- 2022 – Silver Pine Award premio per la miglior musica nel film "The Conversation" di Dominik Sedlar al International Sound & Film Music Festival - ISFMF 2022[18]